# Miloslav Jeník
Miloslav Jeník (12. září 1884 Tochovice – 30. října 1944 Praha) byl český lední hokejista, fotbalista a operní pěvec–tenorista.

## Sportovní kariéra
Hrál za ČAFC Královské Vinohrady (do roku 1905) a SK Slavia Praha (1905–1909). V reprezentaci Čech nastoupil v letech 1906–1908 ke 2 utkáním.
S klubem SK Slavia Praha se v roce 1909 stal vítězem Mistrovství zemí Koruny české v ledním hokeji, nastupoval na pozici brankáře.

## Pěvecká kariéra
Studium zpěvu absolvoval v pěvecké škole Františka Pivody, jeho učitelem byl Antonín Vávra. Vystupoval zprvu od roku 1911 pohostinsky v Aréně na Smíchově, od roku 1914 do roku 1942 byl sólistou opery pražského Národního divadla pro obor lyrický tenor. Národní divadlo se v meziválečném období potýkalo s nedostatkem pěvců v tomto oboru, proto byl velmi často obsazován a vystoupil více než 2000krát ve 120 rolích českého i světového repertoáru. Nejčastěji zpíval Jeníka ze Smetanovy Prodané nevěsty (154krát), v této roli také v Národním divadle vystoupil poprvé; mezi nejnáročnější role patřili Wagnerův Siegfried a Verdiho Othello.